# All I Intended to Be
All I Intended To Be è il 21º album di studio di Emmylou Harris per una major discografica, e la sua terza pubblicazione con Nonesuch Records.  È stato pubblicato negli Stati Uniti il 10 giugno 2008. L'album ha debuttato alla 22ª posizione nella classifica Billboard 200, ed in quarta posizione nella classifica Top Country Albums, ciò lo rende l'album solista di Harris che abbia raggiunto la posizione più alta nella Billboard 200 sin da quando è stato pubblicato Evangeline, nel 1981.

## Informazioni Album
Harris ha affermato che Sailing Round the Room è stata ispirata da Terri Schiavo ed è una celebrazione della vita e della morte; How She Could Sing the Wildwood Flower si riferisce alla relazione tra A. P. e Sara Carter ed è stata ispirata da un documentario che Harris, insieme a Kate e Anna McGarrigle, ha visto in televisione. La canzone Gold ha come ospite vocale Dolly Parton e Old Five and Dimers Like Me è un duetto tra Harris e John Starling.
L'album è stato eletto numero 49 dalla rivista Q tra i 50 migliori Album dell'anno 2008.
L'album è stato anche nominato per un Grammy Award come Best Contemporary Folk / Americana Album ai Grammy Awards del 2009.

## Lista dei brani
1. Shores of White Sand (Jack Wesley Routh) – 4:22
2. Hold On (Jude Johnstone) – 4:35
3. Moon Song (Patty Griffin) – 4:06
4. Broken Man's Lament (Mark Germino[7]) – 5:05
5. Gold (Emmylou Harris) – 3:32
6. How She Could Sing the Wildwood Flower (Emmylou Harris, Kate McGarrigle, Anna McGarrigle) – 3:44
7. All That You Have Is Your Soul (Tracy Chapman) – 4:41
8. Take That Ride (Emmylou Harris) – 3:39
9. Old Five and Dimers Like Me (Billy Joe Shaver) – 4:16
10. Kern River (Merle Haggard) – 4:03
11. Not Enough (Emmylou Harris) – 3:25
12. Sailing Round the Room (Emmylou Harris, Kate McGarrigle, Anna McGarrigle) – 5:31
13. Beyond the Great Divide (J.C. Crowley, Jack Wesley Routh) – 4:26

## Musicisti
- Emmylou Harris - voce, chitarra acustica (1-13), armonie (2-4, 6-13)
- Brian Ahern - chitarra 12-corde (1, 6), chitarra elettrica baritono (4, 7, 12), basso Tic-tac (5), Afuche (5), basso Earthwood  (6, 11), banjo (6)
- Tim Goodman - chitarra acustica (1)
- Emory Gordy, Jr. - basso (1)
- Jim Horn - recorders (1)
- Keith Knudsen - batteria (1)
- John McFee - Cordovox e chitarre elettriche (1)
- Bill Payne - tastiere (1)
- Lynn Langham - cori (1)
- Jack Routh - cori  (1)
- Randy Sharp - cori, arrangemento vocale (1)
- Glen D. Hardin - tastiere (2, 4, 5, 7, 8)
- Greg Leisz - chitarra elettrica slide (2), chitarra steel (5, 8, 10, 13), weissenborn (8, 11), mandocello (11)
- Buddy Miller - cori (1), armonie vocali (2), voce (8)
- Harry Stinson - batteria (2, 4-8, 12)
- Kenny Vaughn - chitarra elettrica (2, 4, 5, 7 8)
- Glenn Worf - basso (2, 4, 5, 7, 8)
- Steve Fishell - chitarra steel (3, 7, 12)
- Mary Ann Kennedy - armonie vocali, mandolin (3, 11)
- Phil Madeira - fisarmonica (3, 9, 10, 12, 13)
- David Pomeroy - basso (3, 12)
- Pam Rose - harmony vocals, chitarra acustica (3, 11)
- Patrick Warren - tastiera (3, 6, 11, 12)
- Karen Brooks - cori (1), armonie vocali (4, 7)
- Dolly Parton - armonie vocali (5)
- Vince Gill - armonie vocali (5)
- Kate McGarrigle - voce (6, 12), chitarra classica (6, 12), assolo di banjo  (6)
- Anna McGarrigle - voce (6, 12)
- Mike Auldridge - voce, chitarra Dobro (9, 10, 13)
- John Starling - voce, chitarra acustica (9, 10, 13)
- Stuart Duncan - mandolino (9, 10, 13)
- Fats Kaplan - mandolino (9)

## Cronologia pubblicazioni
| Nazione       | Data           |
| ------------- | -------------- |
| Paesi Bassi   | 6 giugno 2008  |
| Belgio        | 6 giugno 2008  |
| Irlanda       | 6 giugno 2008  |
| Regno Unito   | 9 giugno 2008  |
| Norvegia      | 9 giugno 2008  |
| Danimarca     | 9 giugno 2008  |
| Portogallo    | 9 giugno 2008  |
| Grecia        | 9 giugno 2008  |
| Stati Uniti   | 10 giugno 2008 |
| Canada        | 10 giugno 2008 |
| Svezia        | 11 giugno 2008 |
| Germania      | 13 giugno 2008 |
| Italia        | 13 giugno 2008 |
| Svizzera      | 13 giugno 2008 |
| Austria       | 13 giugno 2008 |
| Australia     | 14 giugno 2008 |
| Nuova Zelanda | 14 giugno 2008 |